# FC Metz
Football Club de Metz även kallade Les grenats är en fransk fotbollsklubb från staden Metz, Lorraine. Hemmamatcherna spelas på Stade Saint-Symphorien.

## Historik
FC Metz bildades 1932 genom en sammanslagning av de två amatörklubbarna CAM (Cercle Athlétique Messin)  och ASM (Association Sportive Messine). Klubben nådde Ligue 1 år 1965 och har sedan dess endast spelat i Ligue 2 två säsonger, 2001/02 och 2006/07. 
Klubben har haft två storhetsperioder, den första under 1980-talet och den andra under den andra halvan av 1990-talet. På senare år har klubben dock dragits med ekonomiska problem och framgångarna har uteblivit.
Säsongen 2006/2007 kom laget på första plats i Ligue 2 och blev därför uppflyttade till Ligue 1. Säsongen 2017/2018 blev Metz nedflyttade till Ligue 2. Säsongen 2018/2019 flyttades klubben åter upp i Ligue 1.

## Spelare

### Truppen
| Nr | Land            | Pos | Namn               |
| -- | --------------- | --- | ------------------ |
| 2  | Frankrike       | F   | Maxime Colin       |
| 3  | Frankrike       | F   | Matthieu Udol      |
| 6  | Angola          | MF  | Joseph Nduquidi    |
| 7  | Frankrike       | A   | Gauthier Hein      |
| 8  | Elfenbenskusten | F   | Ismaël Traoré      |
| 9  | Senegal         | A   | Ibou Sané          |
| 10 | Senegal         | MF  | Pape Amadou Diallo |
| 12 | Senegal         | MF  | Alpha Touré        |
| 14 | Senegal         | MF  | Cheikh Sabaly      |
| 15 | Senegal         | F   | Ababacar Lô        |
| 16 | Algeriet        | MV  | Alexandre Oukidja  |
| 17 | Frankrike       | MF  | Lilian Raillot     |
| 18 | Senegal         | A   | Idrissa Gueye      |

| Nr | Land            | Pos | Namn                                        |
| -- | --------------- | --- | ------------------------------------------- |
| 19 | Kamerun         | A   | Morgan Bokele                               |
| 20 | Frankrike       | MF  | Jessy Deminguet (lån från Strasbourg)       |
| 21 | Frankrike       | MF  | Benjamin Stambouli                          |
| 22 | Algeriet        | F   | Kevin Van Den Kerkhof                       |
| 23 | Frankrike       | A   | Édouard Soumah-Abbad                        |
| 29 | Belgien         | MV  | Arnaud Bodart                               |
| 36 | Gambia          | MF  | Ablie Jallow                                |
| 38 | Senegal         | F   | Sadibou Sané                                |
| 39 | Elfenbenskusten | F   | Koffi Kouao                                 |
| 44 | Frankrike       | F   | Charles Divialle-Corbière                   |
| 61 | Senegal         | MV  | Pape Sy                                     |
| 99 | Sverige         | A   | Joel Asoro                                  |
|    | Gabon           | F   | Urie-Michel Mboula (lån från Şanlıurfaspor) |

### Utlånade spelare
| Nr | Land          | Pos | Namn                                              |
| -- | ------------- | --- | ------------------------------------------------- |
|    | Senegal       | MV  | Ousmane Ba (i Seraing till 30 juni 2025)          |
|    | Guinea-Bissau | F   | Fali Candé (i Venezia till 30 juni 2025)          |
|    | Frankrike     | MF  | Arthur Atta (i Udinese till 30 juni 2025)         |
|    | Marocko       | MF  | Othmane Chraibi (i Châteauroux till 30 juni 2025) |

| Nr | Land    | Pos | Namn                                           |
| -- | ------- | --- | ---------------------------------------------- |
|    | Ghana   | A   | Benjamin Tetteh (i Maribor till 30 juni 2025)  |
|    | Senegal | A   | Pape Moussa Fall (i Seraing till 30 juni 2025) |
|    | Senegal | A   | Malick Mbaye (i Amiens till 30 juni 2025)      |